# Palazzo Altemps

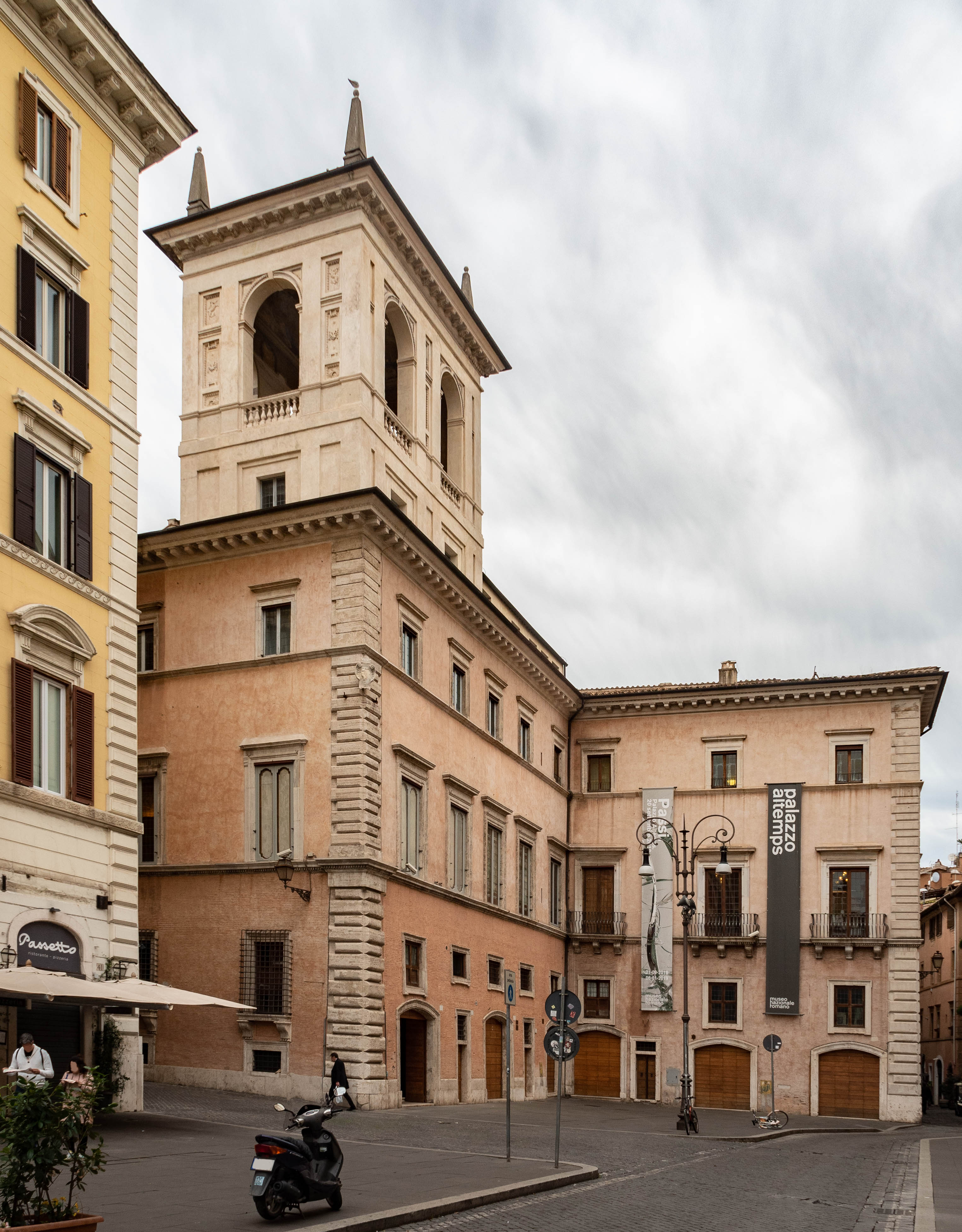
Palazzo Altemps

Der Palazzo Altemps ist ein Palast in Rom, im Stadtteil Ponte, an der Piazza di Sant’Apollinare 44, nördlich der Piazza Navona. Er ist heute ein Teil des Museo Nazionale Romano.

## Geschichte
Um 1480 wurde der Palast für Girolamo Riario, einen Nepoten von Papst Sixtus IV., von einem heute nicht mehr bekannten Architekten errichtet. Nach dem Ende des Pontifikats von Sixtus 1484 wurde der Palast geplündert und blieb für lange Zeit unbewohnt. Anfang des 16. Jahrhunderts zog der Kardinal Francesco Soderini aus Volterra in den Bau ein. Polidoro da Caravaggio und Maturino da Firenze bemalten für ihn die Fassade.
1568 erwarb Kardinal Mark Sittich von Hohenems das Gebäude. Es trug fortan den Namen Palazzo Altemps, nach der italienischen Version von Hohenems (Alto Ems). Die Familie von Hohenems trug ihren Namen wiederum von der Burg Alt-Ems in Vorarlberg. Kardinal Hohenems ließ den Palast erweitern und grundlegend erneuern und beauftragte damit Martino Longhi den Älteren, der im Palazzo Altemps einen der schönsten Höfe Roms schuf. Sein Sohn Onorio Longhi entwarf die Fassade des Baus.
Von 1725 bis 1732 residierte Kardinal Melchior de Polignac im Palast. 
Im 19. Jahrhundert hatte die Accademia Nazionale dei Lincei in ihm ihren Sitz, bis das von Leo XIII. gegründete Spanische Seminar einzog.

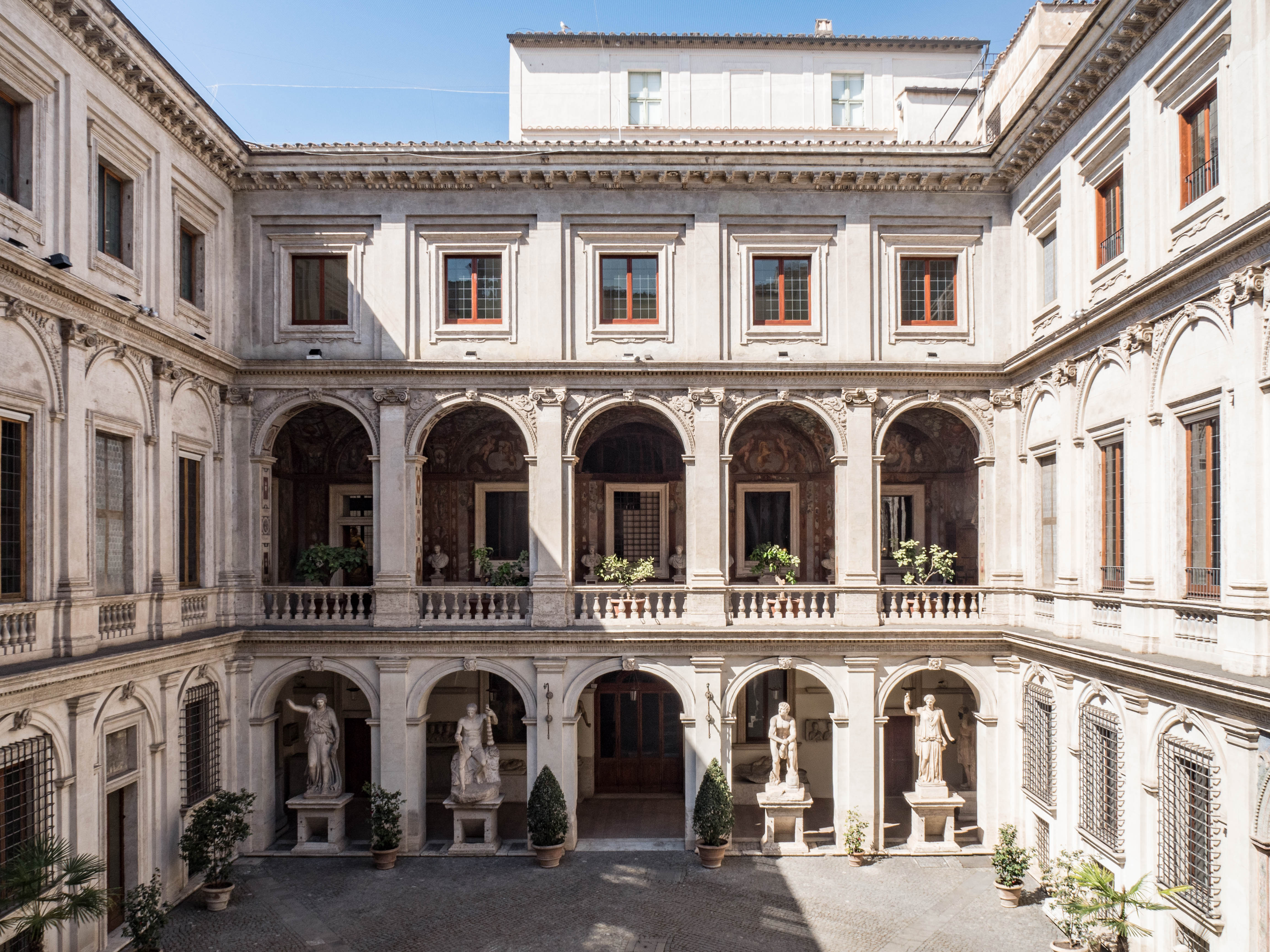
Palazzo Altemps, Innenhof

## Nutzung
In der Cappella di Sant’Aniceto werden die Reliquien des Papstes Anicetus aufbewahrt, die Kardinal Hohenems von Papst Clemens VIII. geschenkt bekam. Anicetus ist somit der einzige Papst, der in einem Privathaus ruht. Der Palast war Sitz der Biblioteca Altempsiana, deren Bestände in zwei Tranchen unter Papst Paul V. (100 Handschriften) und Benedikt XIV. (knapp 2000 Handschriften und 12 000 Drucke) in die Biblioteca Apostolica Vaticana überführt wurden, wo sie einen Teil des Fonds der Ottoboniani bilden, da sie von den Erben des Kardinals Pietro Ottoboni erworben worden waren.
1982 kam der Palazzo Altemps in den Besitz des italienischen Kulturministeriums. Nach langjähriger umfangreicher Restaurierung wurde das Gebäude als ein Teil des Museo Nazionale Romano der Öffentlichkeit zugänglich gemacht. Es werden antike Kunstwerke aus den Sammlungen Ludovisi und Hohenems gezeigt.